# باب ثمد (شرس)

تعديل مصدري - تعديل

باب ثمد هي إحدى قرى عزلة شرس الاسفل بمديرية شرس التابعة لمحافظة حجة، بلغ تعداد سكانها 104 نسمة حسب تعداد اليمن لعام 2004.